# Wadie Haddad
Pour les articles homonymes, voir Haddad.
Wadie Haddad (en arabe : وديع حداد), né en 1927 à Safed et mort le 28 mars 1978 en République démocratique allemande, également connu sous son nom de guerre Abou Hani, est un terroriste palestinien particulièrement actif dans les années 1960 et 1970.

## Biographie

### Jeunesse et entrée en politique
Haddad est un chrétien-orthodoxe né à Safed dans l'actuel Israël. Durant la guerre israélo-arabe de 1948, sa famille est contrainte de se réfugier au Liban.
Il étudie la médecine à l'université américaine de Beyrouth, où il rencontre d'autres militants palestiniens comme Georges Habache et le Syrien Constantin Zureik.
Ils créent ensemble le Mouvement nationaliste arabe (MNA), un mouvement politique panarabe, nationaliste, socialiste et révolutionnaire qui a pour objectif l'unification du monde arabe, et la libération de la Palestine.
Après avoir reçu son diplôme, il établit une clinique à Amman en Jordanie avec Georges Habache. En 1956, ils travaillent ensemble avec les médecins des Nations unies (UNRWA), mais il est arrêté par la police jordanienne en 1957 en raison de ses activités politiques.
En 1961, il parvient à s'évader de prison et il trouve refuge en Syrie. En 1963, il plaide pour un affrontement militaire direct entre les forces arabes et israéliennes, il parvient également à militariser le MNA[réf. souhaitée].

### Front populaire radical
Après la guerre des Six Jours en 1967, l'aile palestinienne du MNA devient le Front populaire de libération de la Palestine, un mouvement marxiste radical. Habache en devient son premier dirigeant. Haddad est quant à lui responsable de plusieurs attaques de l'organisation sur des cibles israéliennes.
Il soutient le détournement de l'avion israélien El-Al par des militants du FPLP (dont Leïla Khaled).
Il continue à défendre la stratégie du détournement d'avion, en dépit des critiques formulées contre le FPLP au sein de l'OLP.

### FPLP, opération extérieure
En 1970, des militants du FPLP - dont Leïla Khaled - détournent un avion et le font atterrir en Jordanie. Après avoir vidé l'appareil des passagers ils font exploser l'avion. Cette exploitation du territoire jordanien par des militants palestiniens, et les attaques incessantes du FPLP contre la monarchie hachémite jordanienne provoquent la répression de Septembre noir.
Les organisations de l'OLP sont expulsées de Jordanie et Haddad est critiqué par les cadres et les membres du FPLP. Ils demandent à Haddad de ne pas monter des opérations en dehors du territoire israélien, mais il passe outre cette demande en créant le Front populaire de libération de la Palestine - Opérations externes (FPLP-OE).
Il a également utilisé les services de Carlos pour des opérations militaires. Carlos est contraint de quitter le FPLP en 1975, Haddad l'accusant d'avoir refusé d'exécuter deux otages ou d'avoir accepté de prendre l'argent de la rançon lors de la prise d'otages du siège de l'OPEP à Vienne, le 22 décembre 1975.
En juin 1976, il organise le détournement du vol 139 d'Air France Tel Aviv – Paris après l'escale d'Athènes, avec l'aide de Wilfried Boese, membre des Cellules révolutionnaires allemandes. L'avion est détourné vers Entebbe et l'opération est mise en échec par l'assaut sur place, mené par les commandos israéliens. Haddad est expulsé de l'organisation après cette opération.

### Mort
Il meurt le 28 mars 1978 en République démocratique allemande, officiellement d'une leucémie. Un auteur avance qu'il aurait été empoisonné par le Mossad,.